# 스타로빌스크

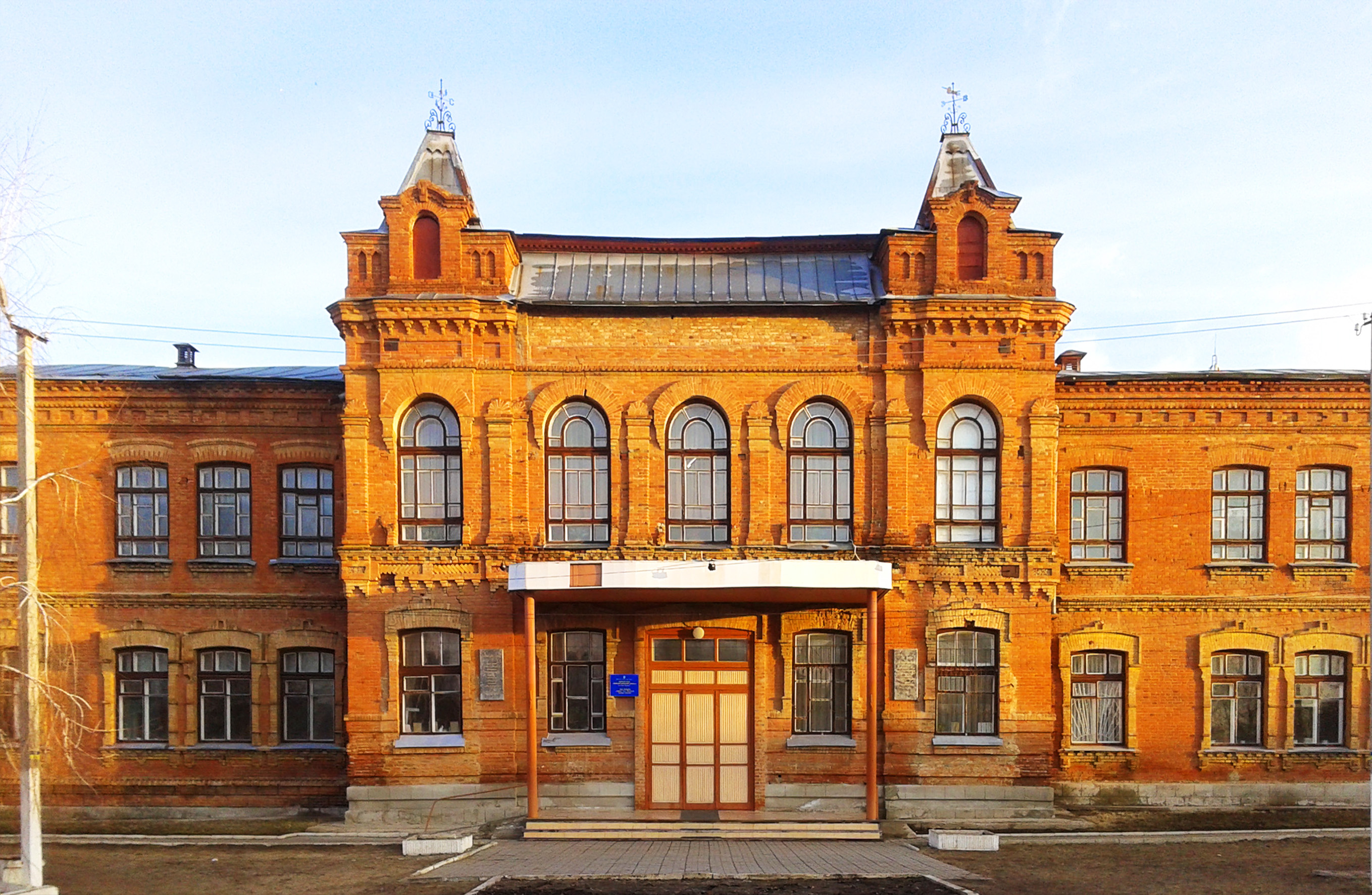
스타로빌스크에 위치한 루한스크 국립대학교 청사

스타로빌스크(우크라이나어: Старобільськ, 러시아어: Старобельск 스타로벨스크[*])는 우크라이나 루한스크주의 도시로 인구는 18,297명(2013년 기준)이다. 1686년에 마을이 형성되었으며 1938년에 도시 지위를 부여받았다.
2022년 3월 6일 러시아 연방군과 루간스크 인민 공화국군의 통제에 들어갔다.

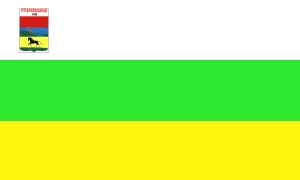
시기
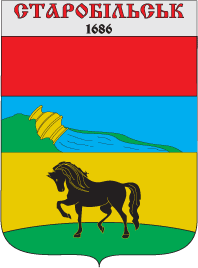
시 문장